# Algemene verkiezingen in Malawi (1971)
| Stemverhoudingen in % |
| --------------------- |
|                       |

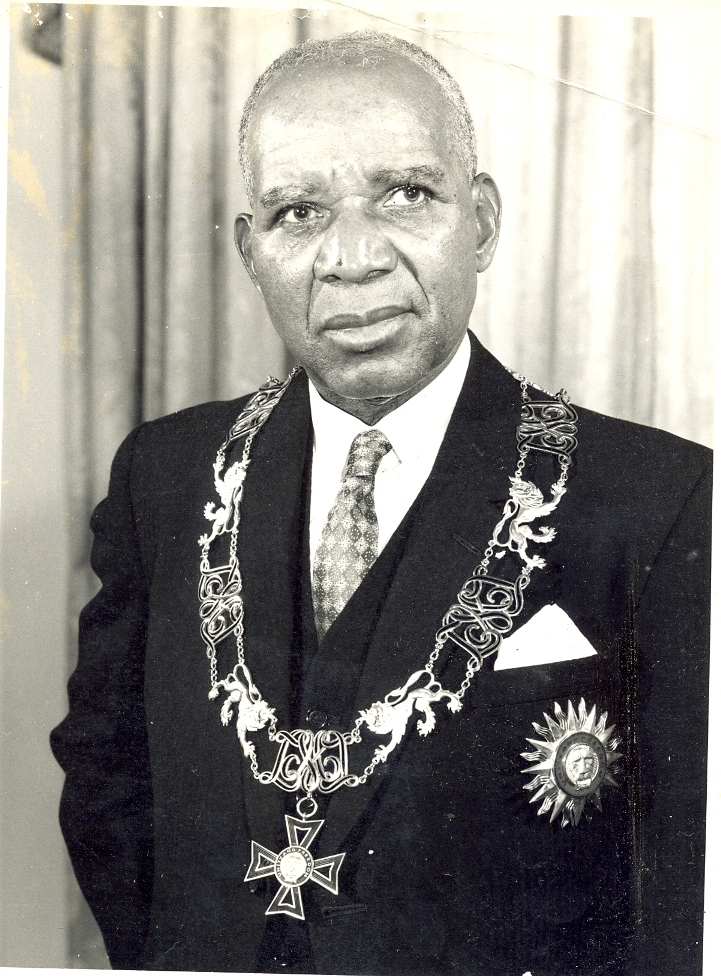
President Hastings Banda

De algemene verkiezingen in Malawi van 1971 vonden op 17 april plaats op basis van een eenpartijstelsel met de Malawi Congress Party (MCP) als enige toegestane partij. Alle 56 kandidaten werden door Banda zelf aangewezen die vervolgens via een districtenstelsel werden gekozen (een kandidaat per district). Aanvankelijk was men van plan meerdere kandidaten per district toe te staan, maar Banda zag daar van af. Daarnaast benoemde de president nog eens 8 leden die verschillende belangen- en etnische groepen vertegenwoordigden. Het waren de eerste landelijke verkiezingen in Malawi sinds de onafhankelijkheid in 1964.

## Uitslag

### Nationale Vergadering
| Partij         | Partij                | % | Zetels |
| -------------- | --------------------- | - | ------ |
|                | Malawi Congress Party |   | 56     |
| Benoemde leden | Benoemde leden        |   | 8      |
| Vacant         | Vacant                |   | 4      |
| Totaal         | Totaal                |   | 68     |
| Bron: AED, IPU |                       |   |        |

## Nasleep
Op grond van de verkiezingsuitslag werd Hastings Banda herbevestigd in het ambt van president. In juli van 1971 werd Banda benoemd tot president voor het leven.